# Maria Eizaguerri Floris
Maria Eizaguerri Floris (Osca, 2004) és una jugadora d'escacs espanyola que actualment posseeix el títol de Mestre de la FIDE des del 2021.
Ha representat Espanya al Campionat d'Europa d'escacs de la joventut en diferents grups d'edat femenins. Va aconseguir el seu millor resultat l'any 2012 a Praga, quan va aconseguir la 4a posició al grup femení U8.
Ha representat la selecció espanyola en els principals tornejos d'escacs per equips: el 2020 i 2021 a l'Olimpíada d'escacs en línia de la FIDE i el 2021 al Campionat del món d'escacs per equips i el Campionat d'Europa d'escacs per equips.
El novembre de 2021 a Riga, es va classificar en el lloc 49 del Gran Torneig Suís Femení de la FIDE 2021.